# 7720 Lepaute
För andra betydelser, se Lepaute.
7720 Lepaute eller 4559 P-L är en asteroid i huvudbältet som upptäcktes den 26 september 1960 av den nederländsk-amerikanske astronomen Tom Gehrels och det nederländska astronomparet Ingrid van Houten-Groeneveld och Cornelis Johannes van Houten vid Palomarobservatoriet. Den är uppkallad efter den franska astronomen och matematikern, Nicole Reine Lepaute.
Den tillhör asteroidgruppen Themis.